# Savate (sport de combat)
Pour les articles homonymes, voir Savate.
La savate boxe française est un sport de combat de percussion qui consiste, pour deux adversaires équipés de gants et de chaussons, à se porter des coups avec les poings et les pieds. Elle est apparue au XIXe siècle dans la tradition de l'escrime française, dont elle reprend le vocabulaire et l'esprit. Connue dès son apparition sous le nom de « savate » ou « art de la savate », elle a été, tout au long du XXe siècle, désignée par le nom de « boxe française », puis finalement rebaptisée officiellement « savate boxe française » en 2002. C'est actuellement une discipline internationale qui appartient au groupe des boxes pieds-poings. « Savate » en français veut dire « vieille chaussure ». Un homme qui pratique la savate est appelé un tireur tandis qu'une femme s'appelle une tireuse.
La savate boxe française a été officiellement répertoriée à l'Inventaire du patrimoine culturel immatériel en France en 2015.

## Historique

### Origine

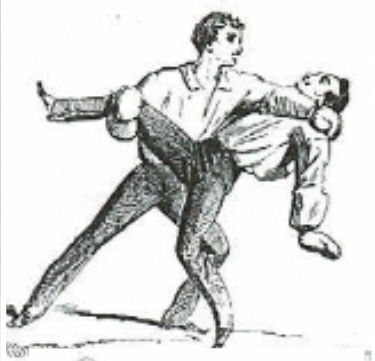
Littographie sur la Savatte (orthographe de l'époque).

Les premières traces écrites de savate apparaissent au début du XIXe siècle (alors que l'existence de la boxe anglaise est documentée depuis le début du XVIIIe siècle). Selon Jean-François Loudcher, la savate est issue, d'une part de l'évolution de la pratique du duel, d'un regain d'intérêt pour les activités physiques et d'un besoin de savoir se défendre dans la rue.
La savate est donc une réponse à trois tendances de fond de la société française de l'époque, notamment parisienne. Il devient possible, d'une part, de se confronter physiquement en duel sans risquer la mort. On se confronte sans arme sur un mode codifié, qui permet l'utilisation des poings et des pieds. D'autre part cette pratique permet d'entretenir son corps et sa forme physique, ce qui devient plus important pour les Français en cette période. Pour finir, la pratique de la savate permet d'apprendre à se défendre, ce qui en ces temps troublés n'était pas négligeable. La plupart des écoles du début du XIXe siècle proposaient d'ailleurs principalement cette activité sous l'angle de la défense personnelle.
La savate naît donc en France, plus exactement à Paris, où pratiquent les savatiers d'abord dans les arrière-salles des cafés puis dans des salles qui accueillent des élèves. Il est à noter que c'est la seule boxe « pied-poing » qui naît en Europe.

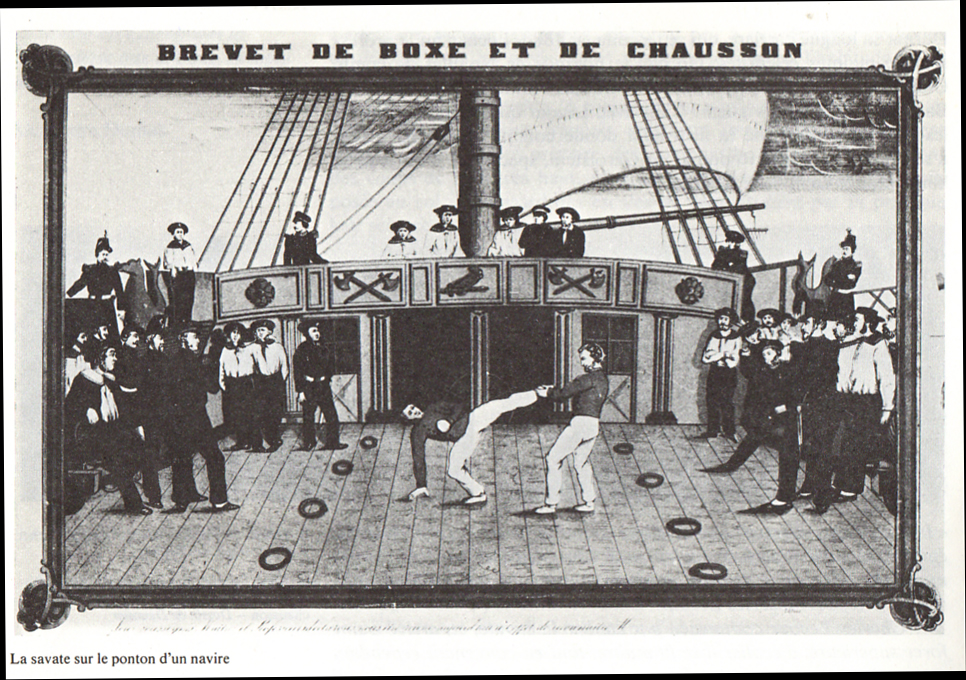
Chausson marseillais sur un navire.

Lorsque le maître d'armes Michel Casseux dit Pisseux ouvre sa salle en 1825, il est le premier à enseigner l'escrime traditionnelle et le nouvel art de la savate : l'escrime des pieds. Il est vraisemblable que Michel Casseux a réuni tout un ensemble de techniques disparates : style des ruffians, des bandits, luttes paysannes... Michel Casseux, quelles que soient ses influences et ses inventions personnelles est le véritable inventeur du système moderne appelé « Savate ». C'est Charles Lecour qui crée en 1830-1840, le sport de combat connu sous le nom de « boxe française » en réunissant la technique des pieds de la savate avec quatre techniques de poings emprunté à la boxe anglaise (direct, crochet, uppercut, swing). La « savate-boxe française » se distingue des autres disciplines pieds-poings par le port obligatoire de chaussures et par une technique de coups de pied dits « coups armés ». Joseph Charlemont et son fils Charles Charlemont codifieront toutes ces techniques pour en faire la boxe française pratiquée aujourd'hui.

### L'avant-guerre
Lors de leur création en 1907 par Georges Clemenceau, les brigades mobiles régionales dites « brigades du Tigre », unités de police judiciaire modernes, s'entraînent à la savate.

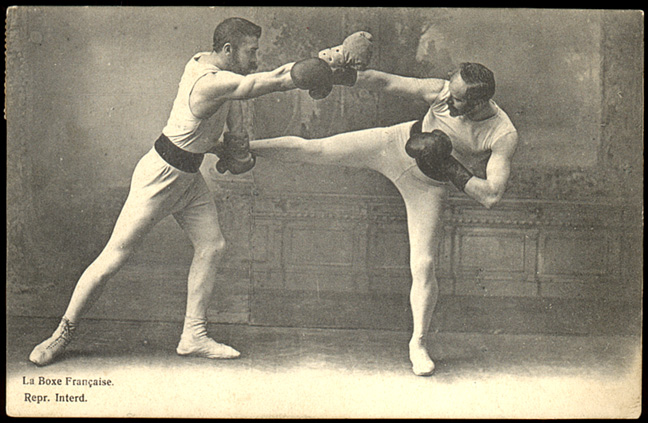
Tireurs de savate.

### L'entre-deux guerres
À la suite de la saignée de la grande guerre, il ne reste plus que quelques salles en 1930 et 500 adhérents dans toute la France. En 1937 se déroule le dernier championnat de France jusqu'à sa renaissance en 1966. La boxe française survit grâce à quelques passionnés : Jean Dionnot, Marc Kunstle, Claude Simonot et Bernard Plasait, qui la promeuvent comme sport d'éducation.

### L'après-guerre
La boxe française renaît de l'action de quelques passionnés réunis au sein du Comité National de Boxe Française, dont Pierre Baruzy (président d'honneur), Lucien Alliot (président), Bernard Plasait (Secrétaire Général), Jean Dionnot (Trésorier), Claude Simonot (Directeur technique national) et Marc Kunstle. Les championnats de France reprennent en 1966. En 1969 on comptait 800 licenciés et douze clubs en France. La boxe française fut enseignée à l'INSEP. Les professeurs d'éducation physique purent donc l'enseigner aux collèges et lycées. Les championnats d'Europe eurent lieu en 1970. Le premier championnat de France féminin eut lieu en 1982 et, la même année, la première coupe d'Europe se déroula au stade Pierre-de-Coubertin. En 1984, le cap des 20 000 licenciés est franchi et la fédération internationale est fondée le 23 mars 1985. La première coupe du monde eut lieu en 1989. La discipline assaut est introduite en compétition à partir de 1999 en Belgique lors de la première coupe européenne d'Assaut. Les championnats du monde assaut suivront. 1ère Coupe du Monde Assaut Senior (Paris - France), 1er Championnat du Monde Assaut Senior sur 6 zones "tapis" (Loverval - Belgique).

## La boxe française dans le monde

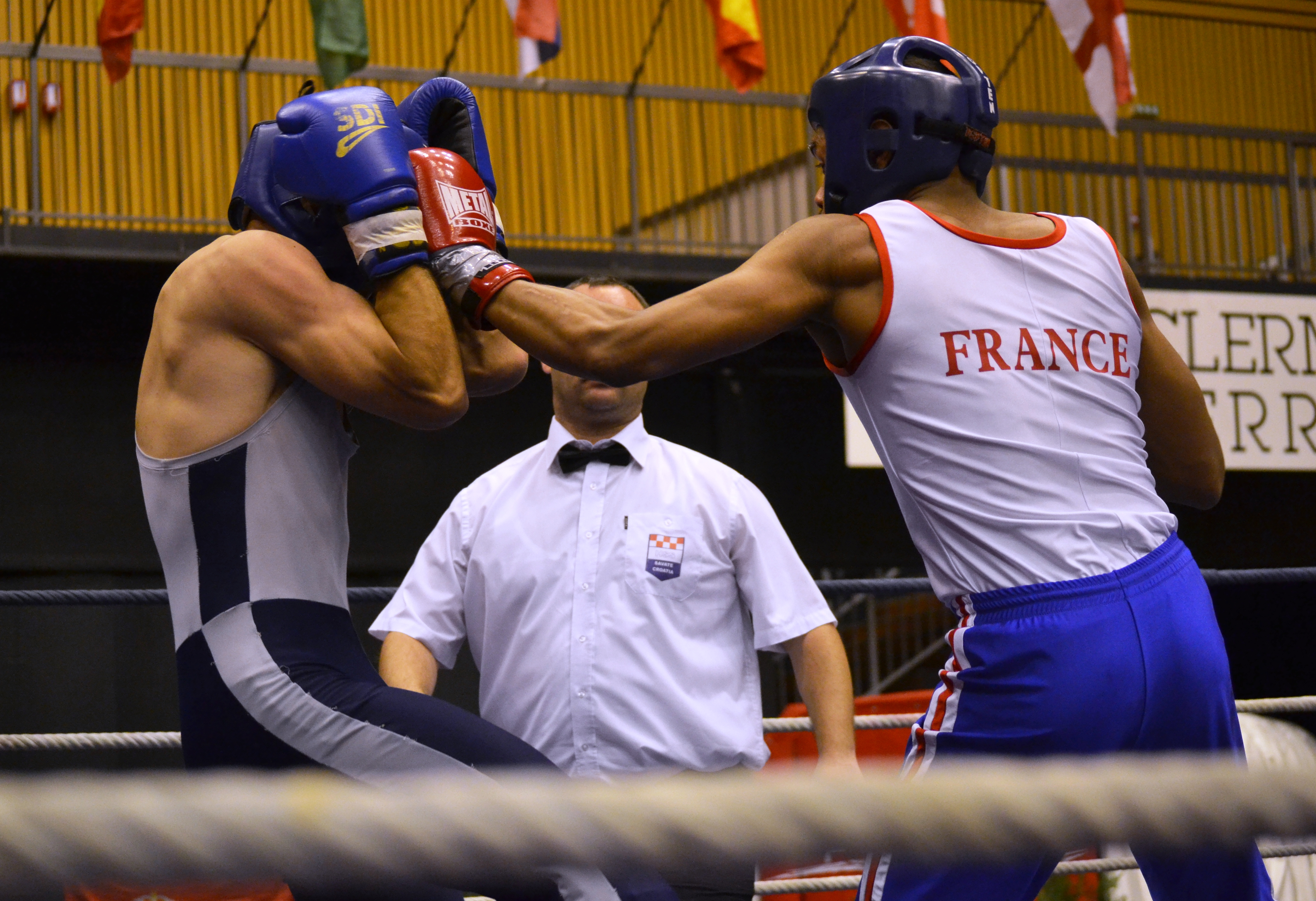
Championnat du monde (qualifications) 2013.

### France
Avant 2001, voir l'historique plus haut.
En 2001 la fédération française compte plus de 30 000 licenciés et 646 clubs.
En 2007 plus de 37 000 licenciés et 650 clubs, 35 comités départementaux constitués et 25 ligues.
En 2013 la fédération de savate boxe française compte 48 700 licenciés dans plus de 730 clubs. Les femmes aussi pratiquent la discipline : elles sont plus de 14 000 pratiquantes et représentent ainsi un tiers des licenciés.
En 2015, la savate est inscrite à l'inventaire du patrimoine culturel immatériel français et le nombre de licenciés franchit le cap symbolique des 50 000.

### Canada
La savate fit son apparition dans le Bas-Canada (province de Québec) au début du 20e siècle dans les salles d'armes et les tavernes de Montréal.  C'est la célèbre famille Montferrand qui semble responsable de la notoriété de la savate et surtout, avec les batailles de Joseph Montferrand (1802-1864) contre des boxeurs anglais ou irlandais.  En effet, Montferrand un homme fort canadien-français utilisait selon la légende des coups de pied lors des duels et des batailles.  Montferrand aurait appris la savate dans les salles d'armes de Montréal et avec son père.  En 1855, Gabriel Gimié (1830-1869) ouvrait la première salle d'armes à Québec dans laquelle la savate fut enseigné. 
En 1978, Claude Resve fonde la Fédération de savate du Québec. Le mot « savate » désigne alors la boxe française. Daniel Jetté fut le premier Canadien à obtenir le gant d'argent. En 1982, il fonde la Fédération canadienne de boxe française-savate et D.A. qui est dissoute en 1984.
En 2004, l'association québécoise de savate boxe française est recréée à Montréal. En 2005, la fédération canadienne de savate voit le jour à Montréal grâce aux étudiants des universités anglophones : l'université McGill et l'université Concordia. En 2005, Savate Ontario est créée à Toronto pour gérer le sport dans la province de l'Ontario.
En 2006, sous l'égide de son président Olivier Bourrier et du directeur technique Lilian Guicherd-Callin, la fédération organise le premier championnat du Canada en assaut.
En 2007, la fédération canadienne compte près de 200 licenciés dont 40 % de femmes. La première championne du monde de savate pour le Canada est Tatiana Vassilieff qui remporta le titre de championne du monde combat −48 kg en décembre 2007.

### États-Unis
Sur la côte ouest des États-Unis, le pionnier Daniel Duby démontra la Savate en Californie du Sud. De l'autre côté, sur la côte est des États-Unis, la BF Savate fut importée par le Professeur FFBFSDA Jean-Noel Eynard.  Le premier club FFBFSDA/ FIS de BF Savate a été ouvert en 1983 à Philadelphie sous la tutelle du pionnier le Professeur (FFBFSDA/ FIS) Dr Jean-Noel Eynard avec la grande assistance du DTN Bob Alix. En 1988, le US Registry of Savate se forme qui plus tard (1994) deviendra ARSIC-International (American Registry of Savate Instructors and Clubs). Pendant ce temps sur la côte ouest plusieurs petits clubs se forment rapidement sans organisation spécifique sous le nom États-Unis Savate. Deux ans plus tard, un comité compose de Gilles Le Duigou (FIS), Jean-Noel Eynard (ARSIC), Armando Basulto (New Jersey Federation) et Norman Taylor (ARSIC) et certains membres de l'Association de Californie (États-Unis Savate-Californie) décident d'officialiser l'United States Savate Federation (USSF) en tant que branche commune. Norman Taylor est élu président U.S.S.F. par intérim. Grâce aux efforts de promotionnels et d'enseignements de la BF Savate des pionniers les professeurs (Dr) Jean-Noel Eynard, Nicholas Saignac et Salem Assli, la savate commence à prendre une importance dans le domaine des arts martiaux aux États-Unis. ARSIC-International (branche promotionnelle) continue très activement et indépendamment à promouvoir la savate dans plusieurs états aux États-Unis.

### Madagascar
Arrivée à Madagascar en 1986, par le professeur Eric Ramahenina R.[réf. nécessaire]

## La pratique

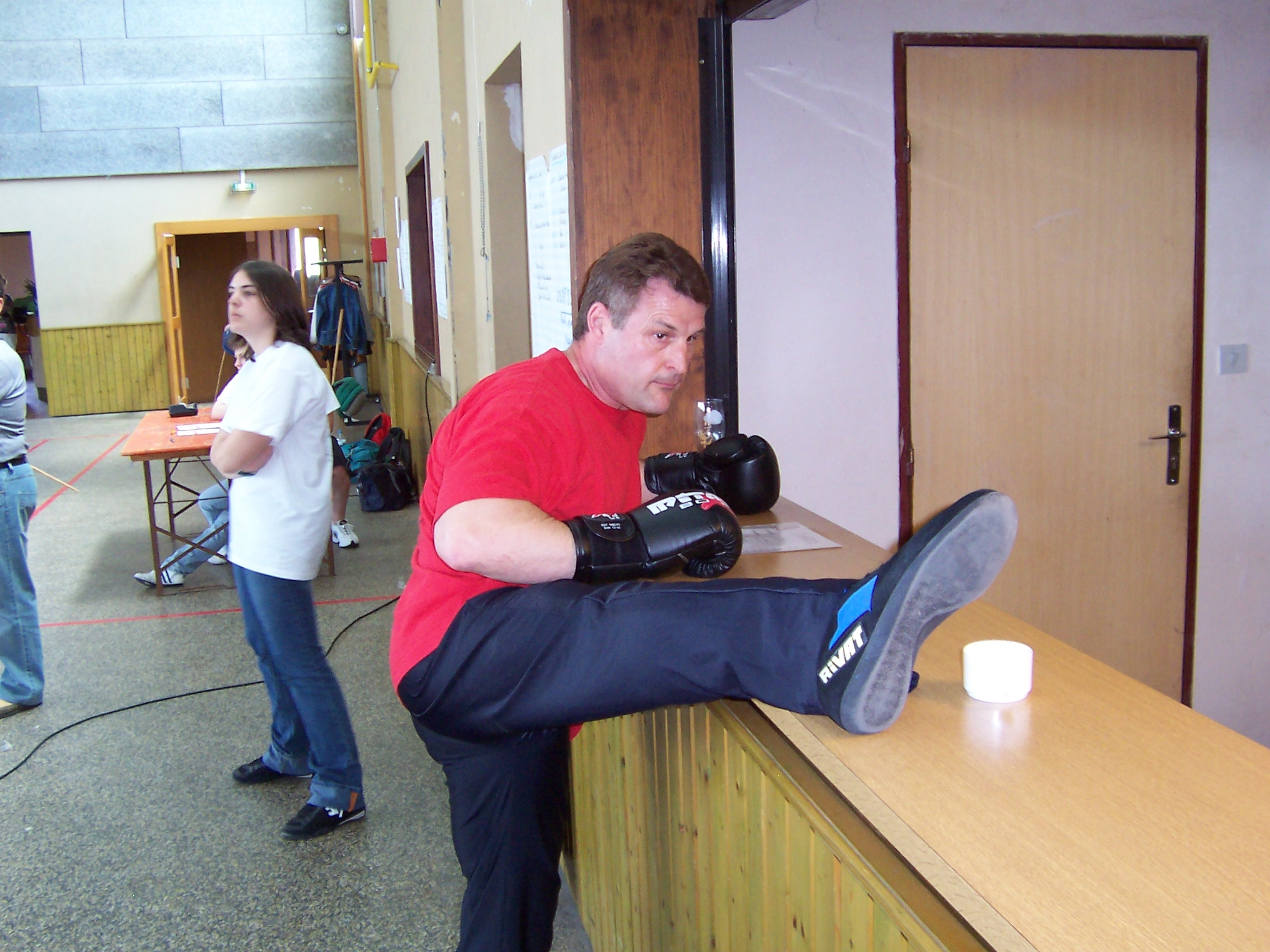
L'échauffement.

### Environnement
La savate-boxe française se pratique sur un ring carré de 4,5 à 6 mètres de côté (que l'on appelle « enceinte ») avec des gants de boxe, des chaussures homologuées par la FFSBF et une tenue particulière appelée intégrale (forme fuseau ou bas larges). Le bandage des mains est autorisé, les protège-tibias sont obligatoires dans la forme « assaut » mais peuvent être interdits dans certaines séries de combat. Le protège-dents est obligatoire, même à l'entraînement.

### Grades
Il appartient à chaque club d'organiser des passages de grades (souvent de l'ordre de deux par saison) afin de mesurer la progression des élèves ou des compétiteurs. Dans ce système de grades techniques, les « gants » déterminent le niveau du tireur ou tireuse (nom donné au pratiquant de la savate) et permettent l'inscription à certaines compétitions lorsqu'un niveau minimum est requis.
Voici les différents grades : bleu, vert, rouge, blanc, jaune, et gant d'argent technique ou gant de bronze.
Ces grades sont chacun composés de trois degrés (le gant blanc 3e degré est donc le grade le plus haut que l'on puisse atteindre au niveau du club puisque les passages de grades pour le gant jaune sont effectués par le comité départemental ou la ligue). Le gant d'argent technique (GAT) est une distinction supplémentaire, il permet de participer à certaines compétitions qui l'exigent. Les sessions de passages du GAT sont aussi organisées par la ligue quelques fois par an. Un autre grade, hiérarchiquement au même niveau que le GAT, est le gant de bronze. Celui-ci voit son application dans les compétitions sous forme de combats. Il ne peut s'acquérir qu'en cumulant des points au fil des victoires en combat. Le gant de bronze ouvre les portes des combats en 1re série : casque et protège-tibia interdits.
Il y a également un « grade compétition » : gant d'argent-compétition 1, 2, 3, 4 et 5. Il existe aussi des gants honorifiques Vermeil et Or.

### Compétitions
Il existe deux types de compétitions en savate : l'assaut et le combat. Ces deux catégories se différencient par la finalité recherchée lors de la compétition.

#### L'assaut
Lors des assauts, les coups ne sont pas portés (on parle alors de touches) et le tireur est jugé sur ses qualités technico-tactiques. La durée de la confrontation peut varier de trois fois 1 min 30 s à quatre fois 2 minutes, suivant la catégorie des tireurs. Le style est jugé, et la puissance sanctionnée puisque la recherche du hors-combat est interdite. Après trois avertissements, un tireur peut être disqualifié. Le tireur ayant « marqué » le plus de points remporte l'assaut. Les assauts se déroulent le plus souvent en trois reprises de 1 min 30 s chacune.

#### Le combat
Lors des combats, la puissance n'est pas limitée (le hors-combat de l'adversaire est alors chose possible). Bien que la technico-tactique soit jugée, les combats privilégient la puissance. Pour mettre un terme au combat, il faut que le temps imparti soit écoulé ou qu'un tireur soit déclaré hors-combat. Les combats ne se pratiquent qu'à partir de la catégorie d'âge Juniors (18 ans) et nécessitent au moins le grade de gant jaune, ou à seize ans avec l'accord des parents.
Les combats se déroulent le plus souvent en cinq reprises de 2 minutes.

### Les officiels
Comme dans tout sport d'opposition, les rencontres de savate sont arbitrées. Les juges-arbitres (encore appelés « officiels ») sont chargés de cette tâche, en protégeant l'intégrité de chaque tireur ainsi que l'éthique et les règles de la savate. Par ring ils sont au nombre de trois juges (ou cinq) associés à un arbitre évoluant sur le ring. Les juges comptabilisent les touches (points) reçu(e)s et donné(e)s par chaque tireur et peuvent, à la demande de l'arbitre, voter des avertissements sanctionnant une faute de la part d'un tireur. Une rencontre peut être gagnée à la majorité ou à l'unanimité, suivant la décision des juges.
Tout ce personnel est orchestré par le délégué-officiel qui est juge ultime en cas de litige. Celui-ci dirige les juges-arbitre, le médecin, le chronomètre, les tireurs, les seconds (entraîneur) des tireurs ainsi que toute l'organisation de la rencontre.

## Les techniques
Bien que de nombreuses techniques soient similaires dans les sports pieds-poings, la savate comporte certaines spécificités et des codifications des techniques qui lui sont propres.

### La garde
Le style de garde découle de la pratique d'un style de combat à l'arme blanche ou prendre des coups est absolument à éviter, contrairement à d'autres styles de boxes (thaïlandaise, anglaise...) où il faut être capable d'encaisser des coups. Ce qui amène à une posture très droite et une garde avec les poings au niveau de la poitrine et non au niveau du menton comme dans de nombreux sport de combats.

### Les coups de pied codifiés

#### Le fouetté (ou fouetté latéral droit)
C'est un coup de pied porté de la jambe avant ou arrière en ligne basse, médiane ou haute avec la pointe ou le dessus du pied en extension, par un mouvement de « Fléau » qui passe par une position caractéristique appelée « Groupé-Fouetté » (abduction de la cuisse sur le tronc, flexion de la jambe sur la cuisse, extension du pied sur la jambe).
Au moment de la frappe, la jambe s’étend sur la cuisse (mouvement de fouetté « à l’endroit ») les hanches étant alors placées de profil par rapport à l’impact.

#### Le chassé (latéral ou frontal)

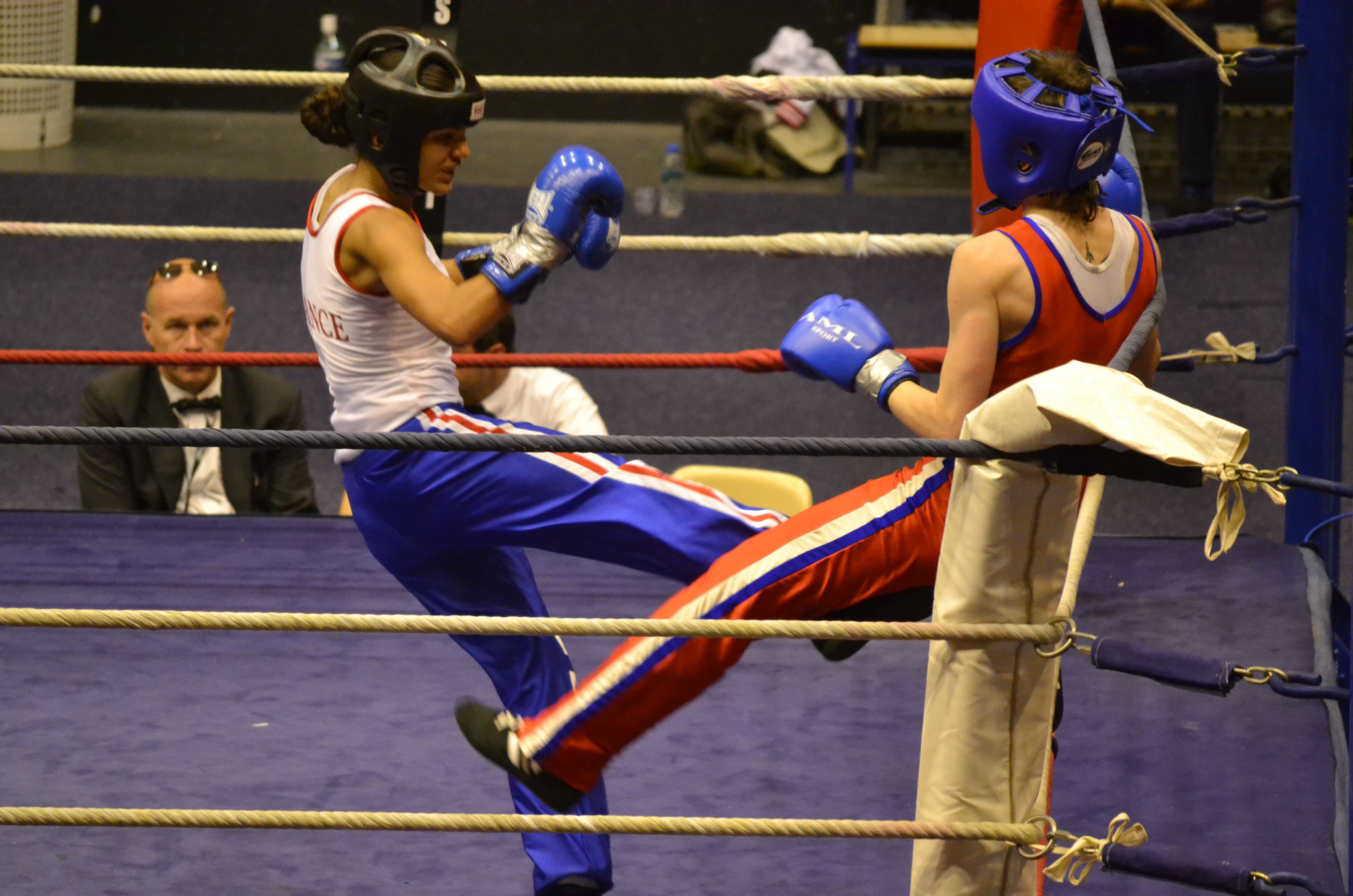
Championnat du monde (qualif) 2013 - F.

C'est un coup de pied porté de la jambe avant ou arrière en ligne basse, médiane ou haute, avec le talon, « pied en flexion », par un mouvement de « piston » ou « bielle-piston » qui passe par une position caractéristique de « Groupé-Chassé » (flexion de la cuisse sur le tronc, de la jambe sur la cuisse, du pied sur la jambe). Au moment de la frappe, il y a extension simultanée des segments « cuisse » et « jambe » qui lance le talon à l’impact sur une trajectoire rectiligne, les hanches étant soit de profil : chassé dit « latéral » soit de face ou en oblique : chassé « frontal ». Pour les chassées frontaux, la surface de frappe peut être également la pointe de la chaussure ; l’extension du pied s’exécute alors au moment de l’extension des segments « cuisse » et « jambe ».
Ce coup de pied est surtout utilisé pour repousser ou faire reculer l'adversaire (on parle alors de le « chasser »), notamment en combat, puisque réalisé avec puissance ce coup peut causer de gros dommages et qu'il est relativement rapide et simple à effectuer avec un transfert de poids conséquent. En outre, actuellement est autorisé un chassé avec le genou armé vers l'extérieur, c'est un chassé utile lorsque l'adversaire est à une distance très courte, on peut l'utiliser aussi pour les coups d'arrêts sur jambes.

#### Le revers balancé (latéral ou frontal)
C'est un coup de pied porté de la jambe avant ou arrière en ligne basse, médiane ou haute, par un mouvement de circumduction de l'intérieur vers l'extérieur du membre de frappe, le membre inférieur reste tendu et la frappe se fait soit avec la semelle si les hanches sont placées de profil : revers dits « latéraux », soit avec le bord externe du pied si les hanches sont placées de face ou en oblique : revers dits « frontaux ».
Dans tous les cas, le pied est en extension au moment de la frappe. Effectué tournant, le revers balancé latéral peut entraîner de gros dégâts chez l'adversaire lorsqu'il arrive à destination.
Le mouvement de revers balancé latéral étant assez contraignant, la puissance en est limitée, mais il reste très efficace pour enlever la garde de son adversaire ou pour le lier à un enchaînement.

#### Le revers fouetté (latéral)
C'est un coup de pied porté de la jambe avant ou arrière en ligne basse, médiane ou haute avec la semelle du pied en extension par un mouvement de circumduction de l’intérieur vers l’extérieur du membre de frappe en extension.
Au moment de la frappe, la jambe se fléchit sur la cuisse entraînant la semelle à gifler l’endroit visé - (mouvement de fouetté à l’envers), les hanches étant alors placées de profil par rapport à l’impact.

#### Le revers groupé (latéral)
C'est un coup de pied porté de la jambe avant ou arrière en ligne basse, médiane ou haute, avec la semelle du pied en extension par un mouvement qui initialement, est identique à celui des chassés latéraux mais qui, au moment de la frappe, se termine par une flexion de la jambe sur la cuisse (propre au revers fouetté) et d’une extension du pied sur la jambe permettant ainsi à la semelle de gifler la cible.

#### Le coup de pied bas (de frappe et de déséquilibre)
C'est un coup de pied porté de la jambe avant ou arrière avec le bord interne du pied en extension sur la jambe avant ou arrière de l’adversaire - en dessous de la ligne des genoux - par un mouvement de balance de la jambe de frappe.
Ce balancé de jambe peut se faire soit sur une trajectoire rectiligne de l’arrière vers l’avant : coup de pied bas de frappe (dans ce cas une légère « flexion-extension » du genou est autorisée dans la mesure où le pied de frappe ne s’élève pas au-dessus des genoux de l’adversaire), soit sur une trajectoire curviligne et latérale (de l’extérieur vers l’intérieur) : coup de pied bas de déséquilibre.
Tous les coups de pied cités ci-dessus, hormis le coup de pied bas, peuvent s'effectuer « tournants » ou « sautés », à différents niveaux (bas, médian ou figure).

### Les coups de pied interdits
- Le fouetté vertical ;
- Les coups de tibia ;
- Les coups de genoux (présents dans la savate originelle) ;
- Le revers frontal délivré avec le bord interne de la semelle (il s’appelle « AVERS » et est une technique de savate défense) ;
- Les coups de pied délivrés avec la main posée au sol (héritage du chausson marseillais) ;
- Le coup de pied délivré dos à l'adversaire : coup de pied de mule ou ruade ;
- Les coups de pied verticaux donnés avec le talon (arrière de la chaussure ; tels le Kakato Geri des arts martiaux japonais).

### Les coups de poing codifiés

#### L'uppercut
Ce sont des coups de poing portés par un mouvement combinant le balancé et le jeté direct dans un plan frontal.

#### Ledirect
Ce sont des coups de poing portés par un mouvement de piston dans un plan latéral.

#### Lecrochet
Ce sont des coups de poing portés par un mouvement combinant le balancé et le jeté direct dans un plan latéral.

#### Leswing
Ce sont des coups  de poing portés par un mouvement de balancé dans un plan latéral.

### Les coups de poing interdits
- Tous les coups de revers avec avant-bras et les coups de coudes.

Ces quatre coups de poing (uppercut, direct, crochet et swing) sont issus de la boxe anglaise où seuls les poings sont utilisés. La savate des origines utilisait principalement des coups à main ouverte : la gifle. En savate défense, ces coups avaient pour objectif d'aveugler, de déchirer les tympans, et des luttes étaient également utilisées pour terminer un combat. Ces techniques considérées comme trop dangereuses ne sont plus enseignées.

## Disciplines associées
À côté de sa pratique sportive décrite ci-dessus, la savate regroupe différentes activités utilisant son patrimoine pugilistique. Il s'agit des disciplines associées comme: la canne de combat, Savate Pro, la savate bâton défense et la savate forme. Ces disciplines associées sont gérées au sein de la Fédération française de savate par le CNCCB (Comité national de canne de combat et bâton) et les commissions nationales spécifiques (CN : savate-bâton défense, savate pro et savate forme).

## Autre pratique
En marge de la pratique fédérale, il existe encore de nos jours une pratique héritée de l'ancienne forme de la boxe française, notamment au sein de la méthode Lafond. On y retrouve les caractéristiques de la Boxe française historique et académique parmi lesquelles sont conservés l'usage du balancier de bras pour la conservation de l'équilibre, la compensation du mouvement de la jambe de frappe, mais également la recherche d'une certaine attitude propre à une vision de ce que doit être le combattant à la française, le panache.

## Les catégories
Selon le règlement 2008-2009 de la Fédération française de savate.
Il y a des variantes dans les autres fédérations (voir sites des fédérations plus bas).

### Catégories d'âge

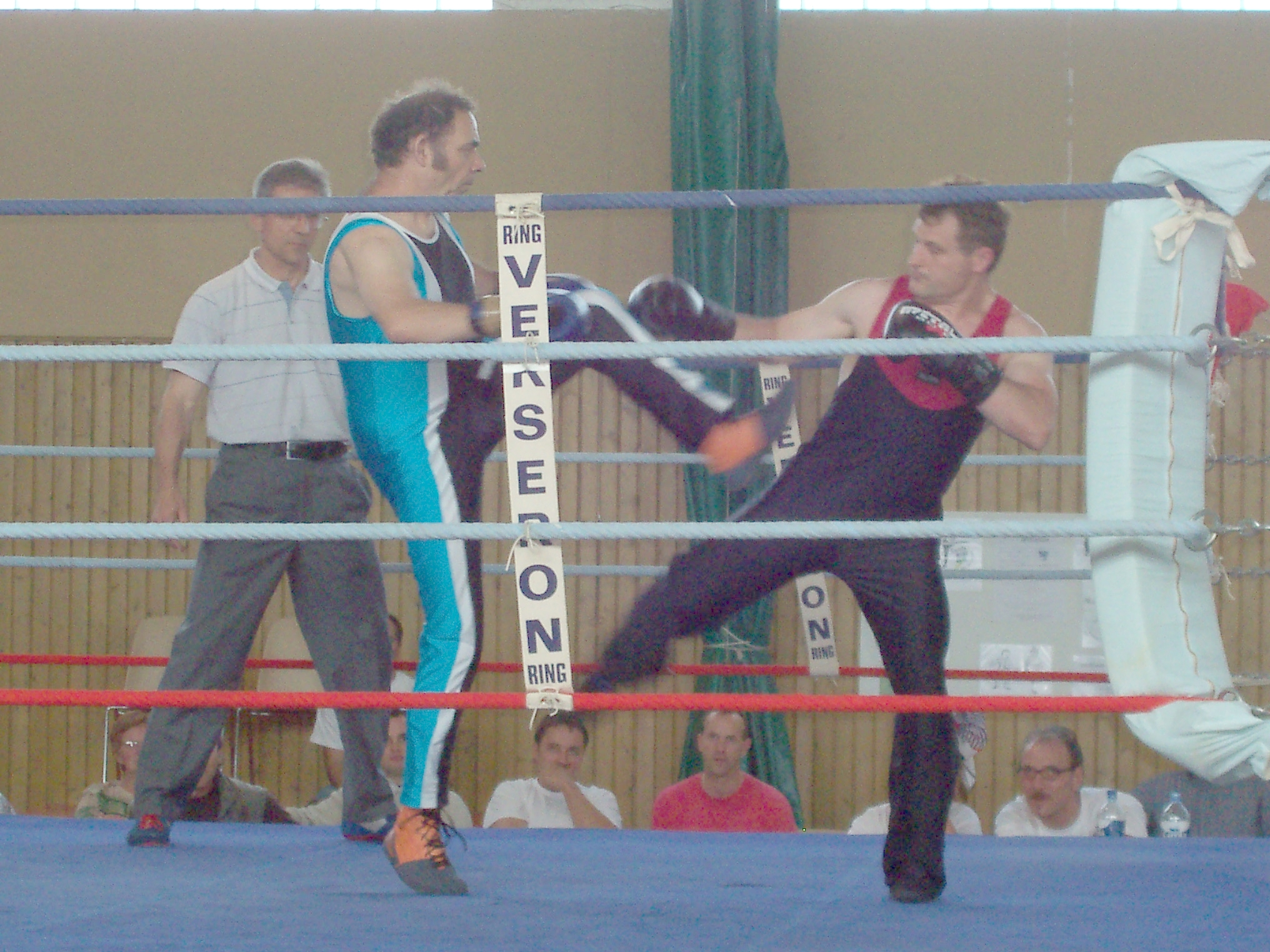
Coup de pied chassé frontal contré par un fouetté bas.

- Pré-Poussins : 7, 8 et 9 ans.
- Poussins : 10 et 11 ans.
- Benjamins : 12 et 13 ans.
- Minimes : entre 13 et 15 ans.
- Cadets : 16 et 17 ans.
- Juniors : 18, 19 et 20 ans.
- Seniors : 21 à 34 ans.
- Vétérans Assaut : 40 ans et plus.
- Vétérans Combat : 35 ans et plus.

### Catégories de poids
Jusque cadet inclus
- Moustique < 24 kg
- Pré-mini-mouche 24-27 kg
- Pré-mini-coq 27-30 kg
- Pré-mini-plume 30-33 kg
- Pré-mini-léger 33-36 kg
- Mini-mouche 36-39 kg
- Mini-coq 39-42 kg
- Mini-plume 42-45 kg
- Mini-léger 45-48 kg
- Mouche 48-51 kg
- Coq 51-54 kg
- Plume 54-57 kg
- Super-plume 57-60 kg
- Léger 60-63 kg
- Super-léger 63-66 kg
- Mi-moyen 66-70 kg
- Super-mi-moyen 70-74 kg
- Moyens 74-79 kg
- Mi-lourd 79-85
- Lourd > 85 kg

Après Cadet
- Mouches : moins de 48 kg
- Coqs : de 48 à 52 kg
- Plumes : moins de 56 kg
- Légers : de 56 à 60 kg inclus
- super-légers : 60 à 65 kg inclus
- Mi-moyens : de 65 à 70 kg inclus
- S/M/Moyens : de 70 à 75 kg inclus
- Moyens : de 75 à 80 kg inclus (hommes) + 75 kg (femmes)
- Mi-lourds : de 80 à 85 kg inclus
- Lourds : plus de 85 kg

Selon le règlement 2008-2009 de la Fédération française de savate.
Il y a des variantes dans les autres fédérations, comme dans la fédération francophone belge.

## Dans la fiction
- Dans le film Le Tatoué, Jean Gabin suit un cours de boxe française avec Louis de Funès.
- Arsène Lupin pratique la savate entre autres arts martiaux dans de nombreuses aventures racontées par Maurice Leblanc ainsi que dans le film Arsène Lupin (2004).
- Le film Dans les cordes (2007) se passe dans le milieu de la boxe française féminine.
- Dans Les Brigades du Tigre (série télévisée), les brigades du Tigre s'entrainent à la boxe française.
- Dans Les Brigades du Tigre (film), deux policiers appartenant à des brigades rivales s'affrontent dans un match de boxe française.
- Dans La Boum 2, Philippe, (Pierre Cosso) participe à une compétition de boxe française. Jean Charles Charmillon, « Charly », figure son adversaire.
- Dans le film Savate de Isaac Florentine, en 1995, avec Olivier Gruner.
- Dans les bandes dessinées Les Aventures de Tintin :
  - dans L’Île Noire, Tintin riposte à une attaque de jiu-jitsu par un coup de savate ;
  - dans Vol 714 pour Sydney, le professeur Tournesol fait une démonstration de savate, sport qu'il pratiquait dans sa jeunesse.
- Dans un album de bande dessinée de Léonard, la Guerre des génies, des planches d'époque d'illustrations de coups de boxe française sont affichées pour expliciter l'affrontement de deux robots.
- Dans le manga Shijou Saikyo no deshi kenichi tome 17, l'assassin Christopher Eclair est un maître français de savate.
- Dans le manga Médaka Box, le personnage de Zenkichi Hitoyoshi pratique la savate comme style de combat.
- Dans le manga One Piece, le personnage de Sanji utilise quelques techniques de savate.
- Dans le jeu vidéo Bob Winner de Loriciels, le personnage principal se bat en utilisant des techniques de savate.
- Dans le jeu vidéo sur Android : Iron Fist Boxing, un des combattants proposé a comme spécialité la savate.
- Bob Morane utilise la savate parmi d'autres formes d'arts de combat lors de ses nombreuses aventures.
- La savate apparaît dans l'univers de Marvel Comics
  - Dans le comics Captain America, le super-vilain Batroc est expert en savate.
  - De même dans le comics X-Men, Gambit est lui aussi expert en savate.
- Il est dit plusieurs fois dans la série de livres des Langelot, par le Lieutenant X (allias Vladimir Volkoff) que le héros Langelot a appris la savate.
- Dans le jeu vidéo Tekken 7, Katarina Alves est une experte en savate lors de ses nombreux combats

### Bibliographie

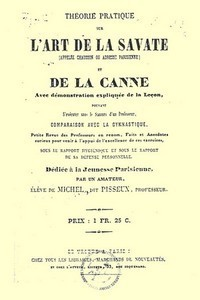
Ouvrage sur la Théorie pratique sur l'art de la savate et de la Canne.